# Taczanowski's tiran
De Taczanowski's tiran (Myiarchus cephalotes) is een zangvogel uit de familie Tyrannidae (tirannen). Deze vogel is genoemd naar de Poolse ornitholoog Wladyslaw Taczanowski.

## Verspreiding en leefgebied
Deze soort komt voor van Venezuela tot Bolivia en telt twee ondersoorten:
- M. c. caribbaeus: noordelijk Venezuela.
- M. c. cephalotes: van westelijk Venezuela tot Bolivia.

## Status
De grootte van de populatie is niet gekwantificeerd maar de soort wordt omschreven als schaars. Op de Rode lijst van de IUCN heeft deze soort de status niet bedreigd.